# Liste markanter und alter Baumexemplare in Brandenburg
Markante und alte Bäume in Brandenburg haben meist ein Alter zwischen 300 und 600 Jahren. Viele Dörfer haben sogenannte tausendjährige Eichen oder Linden, die bei näherer Untersuchung diesen Anspruch meist nicht erfüllen. Die Altersdaten beruhen meist auf Schätzung oder Überlieferung, nur wenige einzelne Bäume sind anhand von Quellen oder Kernbohrung verlässlich altersbestimmt (siehe auch Altersbestimmung von Bäumen). Darüber hinaus existieren einige Bäume, die schon deshalb besonders interessant sind, weil sie das älteste bekannt gewordene Exemplar einer Art oder das größte jemals bekannt gewordene Exemplar darstellen.
Siehe auch Kategorie Einzelbaum in Brandenburg.
| Bild                                                    | Name                                                                     | Gattung/Art | Stamm- umfang                           | Höhe (m)       | ungefähres Alter (Jahre)                 | Standort                                                                 | Landkreis                                   | Besonderheiten                                                                     |
| ------------------------------------------------------- | ------------------------------------------------------------------------ | --- | --------------------------------------- | -------------- | ---------------------------------------- | ------------------------------------------------------------------------ | ------------------------------------------- | ---------------------------------------------------------------------------------- |
| weitere Bilder                                          | † abgestorbene Florentine in der Byttna bei Straupitz                    | Eichen (Quercus)/ Stieleiche Quercus robur                                                                                           | 8,55 m (2016)                           | 16 m           | 400 (circa)                              | die Byttna bei Straupitz (Spreewald) Lage                                | Dahme-Spreewald                             | 1946/47 abgestorben, Stammtorso                                                    |
| Alte Eiche im NSG Brüsenwalde bei Warthe (2013)         | Alte Eiche im NSG Brüsenwalde bei Warthe                                 | Eichen (Quercus)/ Stieleiche Quercus robur                                                                                           | 6,50 m (2017)                           | 18 m           | 400–500                                  | NSG Brüsenwalde Gemarkung Warthe Gemeinde Boitzenburger Land Lage        | Uckermark                                   |                                                                                    |
| Alte Rüster in Sommerfelde (2019)                       | Alte Rüster Flatter-Ulme in Sommerfelde                                  | Ulmen (Ulmus)/ Flatterulme Ulmus laevis                                                                                              | 6,37 m (2014)                           | 13 m           | 400–500                                  | Sommerfelde Stadt Eberswalde Lage                                        | Barnim                                      | Naturdenkmal (ND-Nr. 052-22)                                                       |
| weitere Bilder                                          | Alte Ulme in Gülitz                                                      | Ulmen (Ulmus)/ Flatterulme Ulmus laevis                                                                                              | 10,00 m                                 | 21,40 m (2015) | 400–850                                  | Dorfanger Gülitz Gemeinde Gülitz-Reetz Lage                              | Prignitz                                    | die dickste Ulme in Deutschland; seit dem 21.05.2022 Nationalerbe-Baum Nr. 15      |
| BW                                                      | Älteste Eiche im Tiergarten Boitzenburg                                  | Eichen (Quercus)/ Stieleiche Quercus robur                                                                                           | 7,08 m (2015)                           | 26 m           | 500–600                                  | Tiergarten Boitzenburg Gemeinde Boitzenburger Land Lage                  | Uckermark                                   |                                                                                    |
| BW                                                      | Angerlinde 1 in Grubo                                                    | Linden (Tilia)/ Sommerlinde Tilia platyphyllos                                                                                       | 7,40 m (2014)                           | 25 m           | >400                                     | Grubo Gemeinde Wiesenburg/Mark Lage                                      | Potsdam-Mittelmark                          | Naturdenkmal „Linde 1“ (ND-Nr. 256-01)                                             |
| BW                                                      | Angerlinde 2 in Grubo (Dorflinde)                                        | Linden (Tilia)/ Winterlinde Tilia cordata                                                                                            | 7,05&6,80 m (2003&2014)                 | 15 m           | 400–500                                  | Grubo Gemeinde Wiesenburg/Mark Lage                                      | Potsdam-Mittelmark                          | Naturdenkmal „Dorflinde 2 “ (ND-Nr. 256-02)                                        |
| BW                                                      | Bimmelbaum Dorflinde Brünkendorf                                         | Linden (Tilia)/ Winterlinde Tilia cordata                                                                                            | 6,92 m (2020)                           | 20 m           | 350–400                                  | Brünkendorf Gemarkung: Groß Woltersdorf Gemeinde: Groß Pankow Lage       | Prignitz                                    | Naturdenkmal (lfd.-Nr. 14)                                                         |
| weitere Bilder                                          | † Bittschriftenlinde Potsdam                                             | Linden (Tilia)/ Kaiserlinde Tilia × europaea                                                                                         |                                         |                |                                          | Potsdam Lage                                                             | Potsdam (kreisfreie Stadt)                  | 1949 wegen Altersschwäche gefällt Nachpflanzung an alter Stelle mit gleichem Namen |
| weitere Bilder                                          | † Bohnenländer Eiche                                                     | Eichen (Quercus)/ Stieleiche Quercus robur                                                                                           | 8,12 m                                  |                | 320–450                                  | bei Brandenburg an der Havel Lage                                        | Brandenburg an der Havel (kreisfreie Stadt) | bei Sturm im Jahr 2015 zerstört                                                    |
| Bosdorf-Eiche in Glashütte (2020)                       | Bosdorf-Eiche in Glashütte                                               | Eichen (Quercus)/ Stieleiche Quercus robur                                                                                           | 6,50 m (2016)                           |                | 500–600                                  | Glashütte Gemarkung Klasdorf Stadt Baruth/Mark Lage                      | Teltow-Fläming                              | Naturdenkmal (lfd.-Nr. 262)                                                        |
| weitere Bilder                                          | Bouqueteiche bei Krügersdorf                                             | Eichen (Quercus)/ Stieleiche Quercus robur                                                                                           | 8,77 m (2016)                           | 24 m           | 300–800                                  | Krügersdorf Stadt Beeskow Lage                                           | Oder-Spree                                  | Teil des Naturdenkmals „6 Alte Eichen“ (ND Oder-Spree Nr. 3)                       |
| BW                                                      | Bredow-Kiefer bei Haage                                                  | Kiefern (Pinus)/ Waldkiefer Pinus sylvestris                                                                                         | 4,45 m (2017)                           | 17 m           | 200–300                                  | Haage Gemeinde Mühlenberge Lage                                          | Havelland                                   |                                                                                    |
| BW                                                      | Buche bei Hoppenrade                                                     | Buchen (Fagus)/ Rotbuche Fagus sylvatica                                                                                             | 8,65 m (2019)                           | 14 m           | 185 ± 10 gepflanzt 1840 ± 10             | Hoppenrade Gemeinde Plattenburg Lage                                     | Prignitz                                    | Naturdenkmal Champion Tree 2016 der DDG                                            |
| BW                                                      | Buche bei Mahlsdorf                                                      | Buchen (Fagus)/ Rotbuche Fagus sylvatica                                                                                             | 5,95 m (2015)                           | 36 m           |                                          | Mahlsdorf Gemarkung Reetz Gemeinde Wiesenburg/Mark Lage                  | Potsdam-Mittelmark                          |                                                                                    |
| Burglinde im Gutspark Trampe (2020)                     | Burglinde im Gutspark Trampe                                             | Linden (Tilia)/ Art strittig | 8,10 m (2017)                           | 12 m           | 300–400                                  | Ruine der Burg Breydin im Gutspark Trampe Gemeinde Breydin Lage          | Barnim                                      | Naturdenkmal „Winter-Linde im Park an der Burgruine“ (ND-Nr. 260-03)               |
| weitere Bilder                                          | Christoph-Heinrich-Eiche in der Byttna bei Straupitz                     | Eichen (Quercus)/ Stieleiche Quercus robur                                                                                           | 6,15 m (2016)                           | 24 m           | 300 (circa)                              | die Byttna bei Straupitz (Spreewald) Lage                                | Dahme-Spreewald                             |                                                                                    |
| Clara-Eiche 15. Mai 2024                                | Clara-Eiche Großwudicke                                                  | Eichen (Quercus)/ Stieleiche Quercus robur                                                                                           | 5,36 m (2015)                           | 28 m           | 300 (circa)                              | Großwudicke Gemeinde Milower Land Lage                                   | Havelland                                   | Naturdenkmal „Klara-Eiche“ (ND-Nr. 0016 B)                                         |
| weitere Bilder                                          | Damenplatzlinde Heiligengrabe                                            | Linden (Tilia)/ Sommerlinde Tilia platyphyllos                                                                                       | 6,69 m (2019)                           | 19 m (2015)    | 250–400                                  | Heiligengrabe Lage                                                       | Ostprignitz-Ruppin                          |                                                                                    |
| weitere Bilder                                          | Derfflinger-Eiche bei Gusow                                              | Eichen (Quercus)/ Stieleiche Quercus robur                                                                                           | 7,90 m (2019)                           | 19 m           | 375 gepflanzt um 1650                    | Gusow Gemeinde Gusow-Platkow Lage                                        | Märkisch-Oderland                           | durch Georg von Derfflinger gepflanzter Grenzbaum Naturdenkmal                     |
| weitere Bilder                                          | Dicke Eiche bei Krügersdorf                                              | Eichen (Quercus)/ Stieleiche Quercus robur                                                                                           | 10,26 m (2016)                          | 22 m           | 611 gepflanzt um 1414                    | Krügersdorf Stadt Beeskow Lage                                           | Oder-Spree                                  | Teil des Naturdenkmals „6 Alte Eichen“ (ND Oder-Spree Nr. 3)                       |
| BW                                                      | Dicke Eiche bei Lebusa                                                   | Eichen (Quercus)/ Stieleiche Quercus robur                                                                                           | 7,20 m (2016)                           | 27 m           | >400                                     | Lebusa Lage                                                              | Elbe-Elster                                 | Naturdenkmal „Stieleiche, Lebusa, Weg am Vorwerk“ (IdentNr. 200)                   |
| BW                                                      | Dreibrüdereiche bei Heiligengrabe                                        | Eichen (Quercus)/ Stieleiche Quercus robur                                                                                           | 8,90 m (2019)                           | 21 m           | 400–500                                  | Heiligengrabe Lage                                                       | Ostprignitz-Ruppin                          |                                                                                    |
| weitere Bilder                                          | Drillingseiche in Markendorf                                             | Eichen (Quercus)/ Stieleiche Quercus robur                                                                                           | 8,86 m (2016)                           | 22 m           | 400–650                                  | Markendorf Stadt Frankfurt (Oder) Lage                                   | Frankfurt (Oder) (kreisfreie Stadt)         | ausgezeichnet zum Nationalerbe-Baum am 14. April 2024                              |
| weitere Bilder                                          | Dorfeiche in Blankenfelde                                                | Eichen (Quercus)/ Stieleiche Quercus robur                                                                                           | 6,10 m (2020)                           | 22 m           | 250 (circa)                              | Blankenfelde Gemeinde Blankenfelde-Mahlow Lage                           | Teltow-Fläming                              | Naturdenkmal (Listen-Nr. 32)                                                       |
| Dorflinde Hohenkuhnsdorf (2010)                         | Dorflinde Hohenkuhnsdorf                                                 | Linden (Tilia)/ Winterlinde Tilia cordata                                                                                            | 6,75 m (2014)                           | 13,5 m         | >800                                     | Hohenkuhnsdorf Stadt Schönewalde Lage                                    | Elbe-Elster                                 | Naturdenkmal „Winterlinde Hohenkuhnsdorf, Dorfanger “ (IdentNr. 202)               |
| Eibe am Grillendamm (2014)                              | Eibe am Grillendamm                                                      | Eiben (Taxus)/ Europäische Eibe Taxus baccata                                                                                        |                                         |                | 600                                      | Brandenburg an der Havel, Dominsel                                       | Brandenburg an der Havel (kreisfreie Stadt) | Naturdenkmal                                                                       |
| BW                                                      | Eiche am Bolzplatz bei Neubrück                                          | Eichen (Quercus)/ Stieleiche Quercus robur                                                                                           | 7,60 m (2016)                           | 14 m           | 350 (circa)                              | Neubrück Gemeinde Rietz-Neuendorf Lage                                   | Oder-Spree                                  |                                                                                    |
| BW                                                      | Eiche am Feld bei Heiligengrabe                                          | Eichen (Quercus)/ Stieleiche Quercus robur                                                                                           | 7,59 m (2019)                           | 26 m           | 350–450                                  | Heiligengrabe Lage                                                       | Ostprignitz-Ruppin                          |                                                                                    |
| die dickste der 4 Eichen am Großen Plessower See (2017) | Eiche am Großen Plessower See bei Kemnitz                                | Eichen (Quercus)/ Stieleiche Quercus robur                                                                                           | 7,89 m (2020)                           | 20 m           | 350–400                                  | Großer Plessower See bei Kemnitz Stadt Werder (Havel) Lage               | Potsdam-Mittelmark                          | die dickste des Naturdenkmals „Eichen (4 Eichen)“ (ND-Nr. 292-02)                  |
| BW                                                      | Eiche am Gutshaus in Repten                                              | Eichen (Quercus)/ Stieleiche Quercus robur                                                                                           | 8,35 m (2017)                           | 23 m           | 400–600                                  | Repten Stadt Vetschau/Spreewald Lage                                     | Oberspreewald-Lausitz                       | Naturdenkmal (Nr. 0616-1)                                                          |
| BW                                                      | Eiche am Waldweg westlich Tornow                                         | Eichen (Quercus)/ Stieleiche/ Quercus robur                                                                                          | 7,20 m (2016)                           | 25 m           | 350 (circa)                              | Tornow Stadt Fürstenberg/Havel Lage                                      | Oberhavel                                   |                                                                                    |
| BW                                                      | Eiche an der Alten Schäferei bei Heiligengrabe                           | Eichen (Quercus)/ Stieleiche Quercus robur                                                                                           | 7,36 m (2019)                           | 25 m           | 350–600                                  | Heiligengrabe Lage                                                       | Ostprignitz-Ruppin                          |                                                                                    |
| BW                                                      | Eiche an der Löcknitzbrücke bei Stavenow                                 | Eichen (Quercus)/ Stieleiche Quercus robur                                                                                           | 7,34 m (2020)                           | 18 m           | 350 (circa)                              | Stavenow Gemeinde Karstädt Lage                                          | Prignitz                                    |                                                                                    |
| weitere Bilder                                          | Eiche an der Steege, auch „Schmergower Friedenseiche“                    | Eichen (Quercus)/ Stieleiche Quercus robur                                                                                           |                                         |                | 200                                      | Steege bei Schmergow Gemeinde Groß Kreutz Lage                           | Potsdam-Mittelmark                          | Naturdenkmal (ND 584-01), Seltenheit, Eigenart, Landschaftsbild                    |
| Eiche auf dem Pehlitzwerder (2022)                      | Eiche auf dem Pehlitzwerder                                              | Eichen (Quercus)/ Stieleiche Quercus robur                                                                                           | 8,30 m (2021)                           | 24 m           | 350–500                                  | der Pehlitzwerder im Parsteiner See bei Pehlitz Gemeinde Chorin Lage     | Barnim                                      | Naturdenkmal (ND-Nr. 040-05)                                                       |
| Eiche auf dem Pehlitzwerder (2021)                      | Eiche auf dem Pehlitzwerder                                              | Eichen (Quercus)/ Stieleiche Quercus robur                                                                                           | 5,53 m (2021)                           | 20 m           | 450                                      | der Pehlitzwerder im Parsteiner See bei Pehlitz Gemeinde Chorin Lage     | Barnim                                      | Naturdenkmal (ND-Nr. 040-08)                                                       |
| Eiche bei Altranft (2019)                               | Eiche bei Altranft                                                       | Eichen (Quercus)/ Stieleiche Quercus robur                                                                                           | 6,43 m (2019)                           | 20 m           | 350–450                                  | Altranft Stadt Bad Freienwalde (Oder) Lage                               | Märkisch-Oderland                           | Naturdenkmal (lfd.-Nr. 38)                                                         |
| BW                                                      | Eiche bei der Burgruine Bärwalde                                         | Eichen (Quercus)/ Stieleiche Quercus robur                                                                                           | 7,00 m (2016)                           | 26 m           | 300–400                                  | Burgruine bei Bärwalde Gemeinde Niederer Fläming Lage                    | Teltow-Fläming                              |                                                                                    |
| BW                                                      | Eiche bei Gratze                                                         | Eichen (Quercus)/ Stieleiche Quercus robur                                                                                           | 7,40 m (2019)                           | 22 m           | 500–600                                  | Gratze Gemeinde Heckelberg-Brunow Lage                                   | Märkisch-Oderland                           |                                                                                    |
| weitere Bilder                                          | Eiche bei Groß Beuchow                                                   | Eichen (Quercus)/ Stieleiche Quercus robur                                                                                           | 8,39 m (2016)                           | 27 m           | 300–600                                  | Groß Beuchow Stadt Lübbenau/Spreewald Lage                               | Oberspreewald-Lausitz                       | Naturdenkmal (Nr. 0404-1)                                                          |
| BW                                                      | Eiche bei Liebenberg                                                     | Eichen (Quercus)/ Stieleiche/ Quercus robur                                                                                          | 7,77 m (2018)                           | 29 m           | 350 (circa)                              | Liebenberg Gemeinde Löwenberger Land Lage                                | Oberhavel                                   |                                                                                    |
| BW                                                      | Eiche bei Siethen                                                        | Eichen (Quercus)/ Stieleiche Quercus robur                                                                                           | 7,00 m (2016)                           | 25 m           | >300                                     | Siethen Stadt Ludwigsfelde Lage                                          | Teltow-Fläming                              | Naturdenkmal (Reg.Nr. B0764)                                                       |
| Eiche bei Klaistow (2019)                               | Eiche bei Klaistow                                                       | Eichen (Quercus)/ Stieleiche Quercus robur                                                                                           |                                         |                |                                          | Klaistow Gemarkung Busendorf Stadt Beelitz Lage                          | Potsdam-Mittelmark                          | Naturdenkmal (Nr. 096-08) Kronendurchmesser 25 m                                   |
| BW                                                      | Eiche im alten Gutspark von Mesendorf                                    | Eichen (Quercus)/ Stieleiche Quercus robur                                                                                           | 7,15 m (2020)                           | 30 m           | 350–400                                  | Mesendorf Stadt Pritzwalk Lage                                           | Prignitz                                    |                                                                                    |
| Eiche im Bäketal in Kleinmachnow                        | Eiche im Bäketal in Kleinmachnow                                         | Eichen (Quercus)/ Stieleiche Quercus robur                                                                                           | 7,63 m (2016)                           | 29 m           | 250, nach dortiger Infotafel 700         | Bäketal Kleinmachnow Lage                                                | Potsdam-Mittelmark                          | Naturdenkmal (ND-Nr. 304-02)                                                       |
| BW                                                      | Eiche im Gutspark Groß Kölzig                                            | Eichen (Quercus)/ Stieleiche Quercus robur                                                                                           | 7,07 m (2016)                           | 24 m           | 300–450                                  | Groß Kölzig Gemeinde Neiße-Malxetal Lage                                 | Spree-Neiße                                 | Naturdenkmal (ND Spree-Neiße Nr. 7)                                                |
| weitere Bilder                                          | Eiche im Gutspark Kahren bei Cottbus                                     | Eichen (Quercus)/ Stieleiche/ Quercus robur                                                                                          | 6,66 m (2017)                           | 32 m           | 250–300                                  | Kahren Stadt Cottbus Lage                                                | Cottbus (kreisfreie Stadt)                  | Naturdenkmal „Eiche, am Park, im Gutspark“ (lfd-Nr. 28)                            |
| BW                                                      | Eiche im Schlosspark in Gadow                                            | Eichen (Quercus)/ mutmaßlich: Gewöhnliche Bastard-Eiche Quercus × rosacea                                                            | 7,80 m (2017)                           | 27 m           | 300–500                                  | Schlosspark Gadow Gemeinde Lanz Lage                                     | Prignitz                                    |                                                                                    |
| BW                                                      | Eiche im Schlosspark Neuhausen                                           | Eichen (Quercus)/ Stieleiche Quercus robur                                                                                           | 8,11 m (2016)                           | 25 m           | 200–300                                  | Neuhausen/Spree Lage                                                     | Spree-Neiße                                 |                                                                                    |
| BW                                                      | Eiche in Eggersdorf                                                      | Eichen (Quercus)/ Stieleiche Quercus robur                                                                                           | 7,39 m (2019)                           | 21 m (2017)    | 300–350                                  | Eggersdorf Stadt Pritzwalk Lage                                          | Prignitz                                    |                                                                                    |
| Eiche in Eichhorst (2015)                               | Eiche in Eichhorst                                                       | Eichen (Quercus)/ Stieleiche Quercus robur                                                                                           | 6,74 m (Taille) (2016)                  | 18 m           | 400–700                                  | Eichhorst Gemeinde Schorfheide Lage                                      | Barnim                                      | Naturdenkmal (ND-Nr. 060-02)                                                       |
| weitere Bilder                                          | Eiche in Grüntal                                                         | Eichen (Quercus)/ Stieleiche Quercus robur                                                                                           | 6,73 m (Taille) (2016)                  | 21 m           | 300–550                                  | Grüntal Gemeinde Sydower Fließ Lage                                      | Barnim                                      | Naturdenkmal (ND-Nr. 084-01)                                                       |
| weitere Bilder                                          | Eiche in Hohenfinow                                                      | Eichen (Quercus)/ Stieleiche Quercus robur                                                                                           | 6,45 m (2012)                           | 25 m           | >250                                     | Hohenfinow Lage                                                          | Barnim                                      | Naturdenkmal (ND-Nr. 092-01/2)                                                     |
| BW                                                      | Eiche in Trampe                                                          | Eichen (Quercus)/ Stieleiche Quercus robur                                                                                           | 8,02 m (2016)                           | 29 m           | 450–550                                  | Trampe Gemeinde Breydin Lage                                             | Barnim                                      | Naturdenkmal (ND-Nr. 260-02)                                                       |
| BW                                                      | Eiche nahe beim Gutshof Boitzenburg                                      | Eichen (Quercus)/ Stieleiche Quercus robur                                                                                           | 7,30 m (2018)                           |                | >500                                     | Boitzenburg Gemeinde Boitzenburger Land Lage                             | Uckermark                                   |                                                                                    |
| BW                                                      | Eichen-Zwiesel in Bergholz-Rehbrücke                                     | Eichen (Quercus)/ Stieleiche Quercus robur                                                                                           | 8,05 m (2015)                           |                | 350 (circa)                              | Bergholz-Rehbrücke Gemeinde Nuthetal Lage                                | Potsdam-Mittelmark                          | Naturdenkmal (ND-Nr. 036-05)                                                       |
| Elsbeere auf dem Pehlitzwerder (2021)                   | Elsbeere auf dem Pehlitzwerder                                           | Mehlbeeren (Sorbus)/ Elsbeere Sorbus torminalis                                                                                      | 3,43 m (2021)                           | 25 m           | 200                                      | der Pehlitzwerder im Parsteiner See bei Pehlitz Gemeinde Chorin Lage     | Barnim                                      | Naturdenkmal (ND-Nr. 040-04)                                                       |
| Eulenbaum in Kienbaum (2019)                            | Eulenbaum, Flatter-Ulme in Kienbaum                                      | Ulmen (Ulmus)/ Flatterulme Ulmus laevis                                                                                              | 6,14 m (2016)                           | 10 m           | 250–400                                  | Kienbaum Gemeinde Grünheide Lage                                         | Oder-Spree                                  | Naturdenkmal „Mehrhundertjähriger Rüster“ (lfd.-Nr. 20)                            |
| weitere Bilder                                          | Erlkönigs Thron Schwarzerle bei Finow                                    | Erlen (Alnus)/ Schwarzerle Alnus glutinosa                                                                                           | 4,73 m (2020)                           | 22 m           |                                          | Schleuse Wolfswinkel am Finowkanal Gemarkung Finow Stadt Eberswalde Lage | Barnim                                      | Naturdenkmal (ND-Nr. 052-12)                                                       |
| BW                                                      | Feldeiche bei Blumenow                                                   | Eichen (Quercus)/ Stieleiche/ Quercus robur                                                                                          | 8,80 m (2016)                           | 23 m           | 350–400                                  | Blumenow Stadt Fürstenberg/Havel Lage                                    | Oberhavel                                   |                                                                                    |
| BW                                                      | Feldeiche bei Mahlsdorf                                                  | Eichen (Quercus)/ Stieleiche Quercus robur                                                                                           | 8,10 m (2020)                           | 25 m           | 350–400                                  | Mahlsdorf Gemarkung Reetz Gemeinde Wiesenburg/Mark Lage                  | Potsdam-Mittelmark                          | Teil des Naturdenkmals „zwei Eichen“ (ND-Nr. 512-07)                               |
| Friedhofslinden Rönnebeck (2015)                        | Friedhofslinden Rönnebeck                                                | Linden (Tilia)/ Sommerlinden Tilia platyphyllos (3 Bäume)                                                                            | 8,75 m 7,00 m 9,50 m                    |                | 400–500 600–800                          | Rönnebeck Gemeinde Sonnenberg Lage                                       | Oberhavel                                   |                                                                                    |
| BW                                                      | Gemauerte Eiche bei Oderin                                               | Eichen (Quercus)/ Stieleiche Quercus robur                                                                                           | 7,20 m (2016)                           | 25 m           | >350                                     | Oderin Gemeinde Halbe Lage                                               | Dahme-Spreewald                             |                                                                                    |
| BW                                                      | Gerichtslinde in Keller                                                  | Linden (Tilia)/ Sommerlinde Tilia platyphyllos                                                                                       | 8,30 m (2014)                           | 12 m           | 600–800                                  | Keller Gemeinde Lindow (Mark) Lage                                       | Ostprignitz-Ruppin                          |                                                                                    |
| BW                                                      | Gerichtslinde(n) in Seebeck                                              | Linden (Tilia)/ Sommerlinde Tilia platyphyllos                                                                                       | 10,50 m (2014)                          | 24 m           | 800–1000                                 | Seebeck Gemeinde Vielitzsee Lage                                         | Ostprignitz-Ruppin                          |                                                                                    |
| Gerichtslinde in Zehdenick (2008)                       | Gerichtslinde in Zehdenick                                               | Linden (Tilia)/ Winterlinde Tilia cordata                                                                                            | 5,83 m (2020)                           | 12 m           | 450–500                                  | Zehdenick (Ruppiner Land) Lage                                           | Oberhavel                                   | Naturdenkmal (lfd. Nr. 228)                                                        |
| Geschwister-Linde Burg Rabenstein (2014)                | Geschwister-Linde vor der Burg Rabenstein                                | Linden (Tilia)/ Winterlinde Tilia cordata                                                                                            | 8,45 m (2014)                           | 30 m           |                                          | Burg Rabenstein Gemarkung Raben Gemeinde Rabenstein/Fläming Lage         | Potsdam-Mittelmark                          | Naturdenkmal (ND-NR. 484-03)                                                       |
| BW                                                      | Gnomeneiche in Neubau bei Tornow                                         | Eichen (Quercus)/ Stieleiche/ Quercus robur                                                                                          | 7,09 m (2018)                           | 22 m           | 400–500                                  | Neubau bei Tornow Stadt Fürstenberg/Havel Lage                           | Oberhavel                                   | Naturdenkmal „Alte Eiche, Neubau“ (ND Oberhavel Nr. 211)                           |
| BW                                                      | Hainbuche im Schlosspark Golßen                                          | Hainbuchen (Carpinus)/ Gemeine Hainbuche Carpinus betulus                                                                            | 5,20 m (2015)                           | 10 m           | >200                                     | Schlosspark in Golßen Lage                                               | Dahme-Spreewald                             |                                                                                    |
| BW                                                      | Hochzeitseiche im Schloßpark Retzin (auch Große Eiche oder Traueiche)    | Eichen (Quercus)/ Stieleiche/ Quercus robur                                                                                          | 7,91 m (2020)                           | 26 m           | 350–600                                  | Schlosspark Retzin Gemeinde Groß Pankow Lage                             | Prignitz                                    | Naturdenkmal (ND-Nr. 2)                                                            |
| BW                                                      | † Hohle Eiche in Setzsteig (abgestorben)                                 | Eichen (Quercus)/ Stieleiche Quercus robur                                                                                           | 8,05 m (2015)                           | 20 m           | >400                                     | Setzsteig Gemarkung Jeserigerhütten Gemeinde Wiesenburg/Mark Lage        | Potsdam-Mittelmark                          | Naturdenkmal (ND-Nr. 288-07)                                                       |
| Hohle Linde Burg Rabenstein (2014)                      | Hohle Linde vor der Burg Rabenstein                                      | Linden (Tilia)/ Sommerlinde Tilia platyphyllos                                                                                       | 6,26 m (2014)                           | 20 m           |                                          | Burg Rabenstein Gemarkung Raben Gemeinde Rabenstein/Fläming Lage         | Potsdam-Mittelmark                          | Naturdenkmal (ND-NR. 484-02)                                                       |
| BW                                                      | Hügelgrablinde im Landschaftspark Hoppenrade                             | Linden (Tilia)/ Sommerlinde Tilia platyphyllos                                                                                       | 7,06 m (2016)                           | 28 m           |                                          | Hoppenrade Gemeinde Plattenburg Lage                                     | Prignitz                                    |                                                                                    |
| BW                                                      | Hühnerstalleiche in Stülpe                                               | Eichen (Quercus)/ Stieleiche Quercus robur                                                                                           | 7,43 m (2016)                           | 21 m           | 350–400                                  | Stülpe Gemeinde Nuthe-Urstromtal Lage                                    | Teltow-Fläming                              |                                                                                    |
| Huteeiche im alten Gutspark Haselberg (2009)            | Huteeiche im alten Gutspark Haselberg                                    | Eichen (Quercus)/ Stieleiche Quercus robur                                                                                           | 7,80 m (2016)                           | 19 m           | 350–700                                  | Haselberg Stadt Wriezen Lage                                             | Märkisch-Oderland                           | Naturdenkmal                                                                       |
| weitere Bilder                                          | Johanna-Eiche in der Byttna bei Straupitz                                | Eichen (Quercus)/ Stieleiche Quercus robur                                                                                           | 6,39 m (2016)                           | 21 m           | 300 (circa)                              | die Byttna bei Straupitz (Spreewald) Lage                                | Dahme-Spreewald                             |                                                                                    |
| Kaisereiche bei Schönfließ                              | Kaisereiche bei Schönfließ                                               | Eichen Stieleiche/ Quercus robur | 7,90 m (2016)                           | 26 m           | 350–550                                  | Schönfließ Gemeinde Mühlenbecker Land Lage                               | Oberhavel                                   | Naturdenkmal „Eiche auf der Wiese am Beegraben“ (ND Oberhavel Nr. 176)             |
| weitere Bilder                                          | Kaiser-Wilhelm-Eiche in der Byttna bei Straupitz                         | Eichen (Quercus)/ Stieleiche Quercus robur                                                                                           | 7,39 m (2016)                           | 22 m           | 400 (circa)                              | die Byttna bei Straupitz (Spreewald) Lage                                | Dahme-Spreewald                             |                                                                                    |
| BW                                                      | Kastanie im alten Gutspark Hohenfinow                                    | Rosskastanien (Aesculus)/ Gewöhnliche Rosskastanie Aesculus hippocastanum                                                            | 6,50 m (2016)                           |                | 300–400                                  | Hohenfinow Lage                                                          | Barnim                                      | Naturdenkmal (ND-Nr. 092-06)                                                       |
| BW                                                      | Kiefer bei Freudenberg                                                   | Kiefern (Pinus)/ Waldkiefer Pinus sylvestris                                                                                         | 6,01 m (2016)                           | 24 m           | 200–300                                  | Beiersdorf-Freudenberg Lage                                              | Märkisch-Oderland                           | mehrstämmig                                                                        |
| weitere Bilder                                          | Kirchlinde in Merzdorf                                                   | Linden (Tilia)/ Winterlinde Tilia cordata                                                                                            | 7,09 m (2017)                           | 15 m           | >400                                     | Merzdorf Stadt Baruth/Mark Lage                                          | Teltow-Fläming                              | Naturdenkmal (Reg.Nr. B0402)                                                       |
| BW                                                      | Kirchlinde in Ogrosen                                                    | Linden (Tilia)/ Sommerlinde Tilia platyphyllos                                                                                       | 7,47 m (2017)                           |                | 350–400                                  | Ogrosen Stadt Vetschau/Spreewald Lage                                    | Oberspreewald-Lausitz                       | Naturdenkmal (Nr. 0614-2)                                                          |
| Wildbirne auf dem Pehlitzwerder (2021)                  | Wildbirne auf dem Pehlitzwerder                                          | Birnen (Pyrus)/ Verwilderte Haus-Birne Pyrus communis                                                                                | 2,77 m                                  | 15             |                                          | der Pehlitzwerder im Parsteiner See bei Pehlitz Gemeinde Chorin Lage     | Barnim                                      | nahe dem Kloster Mariensee Naturdenkmal (ND-Nr. 040-06)                            |
| Knödelbirne auf Pehlitzwerder (2021)                    | Knödelbirne auf Pehlitzwerder                                            | Birnen (Pyrus)/ verwilderte Haus-Birne Pyrus communis                                                                                | 2,60 m                                  | 25             |                                          | der Pehlitzwerder im Parsteiner See bei Pehlitz Gemeinde Chorin Lage     | Barnim                                      | Naturdenkmal (ND-Nr. 040-09)                                                       |
| Königseiche im Gutspark Steinhöfel (2003)               | Königseiche im Gutspark Steinhöfel                                       | Eichen (Quercus)/ Stieleiche Quercus robur                                                                                           | 6,50 m (2016)                           | 28 m           | 350–400                                  | Gutspark Steinhöfel Lage                                                 | Oder-Spree                                  | Friedrich der Große hielt angeblich 1759 Kriegsrat unter der Eiche                 |
| Kurfürsteneiche bei Biegenbrück (2010)                  | Kurfürsteneiche bei Biegenbrück                                          | Eichen (Quercus)/ Stieleiche Quercus robur                                                                                           | 7,25 m (2016)                           | 15 m           | 357 gepflanzt 1668                       | Biegenbrück Stadt Müllrose Lage                                          | Oder-Spree                                  | Naturdenkmal (ND Oder-Spree Nr. 46)                                                |
| BW                                                      | Lärche im NSG Brüsenwalde bei Warthe                                     | Lärchen (Larix)/ Europäische Lärche Larix decidua                                                                                    | 4,85 m (2017)                           | 46,50 m        | 255 ± 5 gekeimt 1770 ± 5                 | NSG Brüsenwalde Gemarkung Warthe Gemeinde Boitzenburger Land Lage        | Uckermark                                   | eine der dicksten Lärchen in Deutschland                                           |
| BW                                                      | Linde 1 am Kirchlein in Alt Placht                                       | Linden (Tilia)/ Winterlinde Tilia cordata                                                                                            | 7,30 m (2016)                           |                | 400–500                                  | Kirchlein im Grünen in Alt Placht Gemarkung Densow Stadt Templin Lage    | Uckermark                                   | die dickste der fünf Altlinden an der früheren Gutskapelle                         |
| BW                                                      | Linde 2 am Kirchlein in Alt Placht                                       | Linden (Tilia)/ Winterlinde Tilia cordata                                                                                            | 7,10 m (2016)                           | 8 m            | 400–500                                  | Kirchlein im Grünen in Alt Placht Gemarkung Densow Stadt Templin Lage    | Uckermark                                   | die zweitdickste der fünf Altlinden an der früheren Gutskapelle                    |
| BW                                                      | Linde am Roten Luch in Waldsieversdorf                                   | Linden (Tilia)/ Winterlinde Tilia cordata                                                                                            | 6,95 m (2020)                           | 28 m           | 350–450                                  | Anfang Rotes Luch in Waldsieversdorf Lage                                | Märkisch-Oderland                           |                                                                                    |
| Linde im Schloßpark Criewen (2014)                      | Linde im Schloßpark Criewen                                              | Linden (Tilia)/ Sommerlinde Tilia platyphyllos                                                                                       | 7,40 m (2016)                           | 27 m           | 400                                      | Criewen Stadt Schwedt/Oder Lage                                          | Uckermark                                   |                                                                                    |
| Linde im Schloßpark Jahnsfelde (2010)                   | Linde im Schloßpark Jahnsfelde                                           | Linden (Tilia)/ Winterlinde Tilia cordata                                                                                            | 6,44 m (2020)                           | 27 m           | 250–500                                  | Jahnsfelde Stadt Müncheberg Lage                                         | Märkisch-Oderland                           |                                                                                    |
| Lutherlinde (2003)                                      | Lutherlinde Treuenbrietzen                                               | Linden (Tilia) / Sommerlinde Tilia platyphyllos                                                                                      | 6,2 m                                   | 10 m           | 400–500                                  | Treuenbrietzen Lage                                                      | Potsdam-Mittelmark                          |                                                                                    |
| BW                                                      | Malerkiefer                                                              | Kiefern (Pinus)/ Waldkiefer Pinus sylvestris                                                                                         | 4,58 m                                  |                | 200–350                                  | bei Storkow Lage                                                         | Oder-Spree                                  |                                                                                    |
| BW                                                      | Maulbeerallee Zernikow                                                   | Maulbeerbäume (Morus)/ Weißer Maulbeerbaum Morus alba (70 Bäume)                                                                     | 4,00 m (2014) (dickster Baum)           |                | 274 Erstpflanzung 1751 (20 St. erhalten) | Zernikow Gemeinde Großwoltersdorf Lage                                   | Oberhavel                                   | Naturdenkmal (ND-Nr. 245)                                                          |
| BW                                                      | Maulbeerbaum im Mathildenhof bei Hardenbeck                              | Maulbeerbäume (Morus)/ Weißer Maulbeerbaum Morus alba                                                                                | 3,88 m (2013)                           |                |                                          | Mathildenhof Gemarkung Hardenbeck Gemeinde Boitzenburger Land Lage       | Uckermark                                   |                                                                                    |
| Maulbeerbaum in Birkholz (2017)                         | Maulbeerbaum in Birkholz                                                 | Maulbeerbäume (Morus)/ Weißer Maulbeerbaum Morus alba                                                                                | 5,75 m (1994)                           | 14 m           | 235 gepflanzt 1790                       | Birkholz Gemeinde Rietz-Neuendorf Lage                                   | Oder-Spree                                  | Teil des Naturdenkmals „Maulbeerbäume in Birkholz“ (lfd.-Nr. 33)                   |
| BW                                                      | Maulbeerbaum in Motzen                                                   | Maulbeerbäume (Morus)/ Weißer Maulbeerbaum Morus alba                                                                                | 4,10 m (2017)                           |                |                                          | Motzen Stadt Mittenwalde Lage                                            | Dahme-Spreewald                             |                                                                                    |
| BW                                                      | Maulbeerbaum in Tantow                                                   | Maulbeerbäume (Morus)/ Weißer Maulbeerbaum Morus alba                                                                                | 3,63 m (2019)                           | 12 m (2016)    | 191 gepflanzt 1834                       | Tantow Lage                                                              | Uckermark                                   |                                                                                    |
| Missionseiche                                           | † Missionseiche Stücken (auch Reformationseiche)                         | Eichen (Quercus)/ Stieleiche Quercus robur                                                                                           | 5,60 m                                  |                | 300                                      | Stücken Lage                                                             | Potsdam-Mittelmark                          | „2016 stark abgängig, ...inzwischen komplett abgestorben“ (Zitat)                  |
| weitere Bilder                                          | Napoleoneiche bei Karlsdorf                                              | Eichen (Quercus)/ Stieleiche Quercus robur                                                                                           | 7,15 m (2019)                           | 20 m           | 350–400                                  | Karlsdorf Gemarkung Altfriedland Gemeinde Neuhardenberg Lage             | Märkisch-Oderland                           | Naturdenkmal                                                                       |
| Napoleoneiche in Calau (2017)                           | Napoleoneiche in Calau                                                   | Eichen (Quercus)/ Stieleiche Quercus robur                                                                                           | 7,30 m (2016)                           | 23 m           | 350–550                                  | Calau Lage                                                               | Oberspreewald-Lausitz                       | Naturdenkmal (Nr. 0700-10)                                                         |
| BW                                                      | Nonneneiche in Altfriedland                                              | Eichen (Quercus)/ Stieleiche Quercus robur                                                                                           | 7,91 m (2016)                           | 25 m           | 350–550                                  | Altfriedland Gemeinde Neuhardenberg Lage                                 | Märkisch-Oderland                           |                                                                                    |
| BW                                                      | Park- und Wieseneichen bei Schorbus (Die Erste)                          | Eichen (Quercus)/ Stieleiche Quercus robur                                                                                           | 7,50 m (2019)                           | 28 m           | 400                                      | Schorbus Stadt Drebkau Lage                                              | Spree-Neiße                                 | Park- und Wiesenlandschaft Schorbus „Neues Eichenmekka“                            |
| BW                                                      | Park- und Wieseneichen bei Schorbus (Die Zweite)                         | Eichen (Quercus)/ Stieleiche Quercus robur                                                                                           | 7,17 m (2019)                           | 24 m           | 400                                      | Schorbus Stadt Drebkau Lage                                              | Spree-Neiße                                 | Park- und Wiesenlandschaft Schorbus „Neues Eichenmekka“                            |
| BW                                                      | Platane am Groß Behnitzer See –an der Böschung– im Gutspark Groß Behnitz | Platanen (Platanus)/ Ahornblättrige Platane Platanus × hispanica                                                                     | 7,27 m (2015)                           | 33 m           | 250 (circa)                              | Groß Behnitzer See Gutspark Groß Behnitz Stadt Nauen Lage                | Havelland                                   | ND 0091/a, Teil des Naturdenkmals „Platanen am Behnitzer See“                      |
| BW                                                      | Platane am Groß Behnitzer See –am Ufer− im Gutspark Groß Behnitz         | Platanen (Platanus)/ Ahornblättrige Platane Platanus × hispanica                                                                     | 7,02 m (2015)                           | 32 m           | 250 (circa)                              | Groß Behnitzer See Gutspark Groß Behnitz Stadt Nauen Lage                | Havelland                                   | ND 0091/b, Teil des Naturdenkmals „Platanen am Behnitzer See“                      |
| BW                                                      | Platane am Schloss Gusow                                                 | Platanen (Platanus)/ Ahornblättrige Platane Platanus × hispanica                                                                     | 7,02 m (2014)                           | 34 m           |                                          | Schlosspark Gusow Gemeinde Gusow-Platkow Lage                            | Märkisch-Oderland                           |                                                                                    |
| weitere Bilder                                          | Platane im alten Gutspark Papitz                                         | Platanen (Platanus)/ Ahornblättrige Platane Platanus × hispanica                                                                     | 7,32 m (2016)                           | 30 m           |                                          | Papitz Gemeinde Kolkwitz Lage                                            | Spree-Neiße                                 | Naturdenkmal (ND Spree-Neiße Nr. 33)                                               |
| weitere Bilder                                          | Platane in Forst (Lausitz)                                               | Platanen (Platanus)/ Ahornblättrige Platane Platanus × hispanica                                                                     | 8,28 m (2017)                           | 15 m           | 200 circa                                | Forst (Lausitz) Lage                                                     | Spree-Neiße                                 | Naturdenkmal (ND Spree-Neiße Nr. 19). In einem kleinen Park an der Kirchstraße     |
| BW                                                      | Platane in Schönfliess                                                   | Platanen (Platanus)/ Ahornblättrige Platane Platanus × hispanica                                                                     | 7,55 m (2015)                           | 30 m           | 200                                      | Schönfließ Gemeinde Mühlenbecker Land Lage                               | Oberhavel                                   | Naturdenkmal „Ahornplantane “ (ND Oberhavel Nr. 180)                               |
| Pyramideneiche am Bassinplatz (2020)                    | Pyramideneiche in Potsdam                                                | Eichen (Quercus)/ Pyramideneiche Quercus robur f. fastigiata                                                                         | 6,74 m (2018)                           | 26 m           | >200                                     | Bassinplatz Potsdam Lage                                                 | Potsdam (kreisfreie Stadt)                  | Dickste Pyramideneiche in Deutschland, Naturdenkmal (Reg.Nr. 31)                   |
| weitere Bilder                                          | Rieseneiche in Hornow (auch 1000-jährige Eiche)                          | Eichen (Quercus)/ Stieleiche Quercus robur                                                                                           | 7,36 m (2016)                           | 13 m           | 700                                      | Hornow (früher Hornow-Wadelsdorf) Stadt Spremberg Lage                   | Spree-Neiße                                 | Naturdenkmal (ND Spree-Neiße Nr. 47)                                               |
| weitere Bilder                                          | Rieseneiche bei Blumberg (auch Malereiche)                               | Eichen (Quercus)/ Stieleiche Quercus robur                                                                                           | 7,50 m                                  | 29 m           | 300 (circa)                              | Blumberg Gemeinde Ahrensfelde Lage                                       | Barnim                                      | Naturdenkmal (ND-Nr. 028-01). An der Ostseite des Lenné-Parks                      |
| Saretzeiche in Saspow (2013)                            | Saretzeiche in Saspow bei Cottbus                                        | Eichen (Quercus)/ Stieleiche/ Quercus robur                                                                                          | 7,60 m (2016)                           | 17 m           | 350 (circa)                              | Saspow Stadt Cottbus Lage                                                | Cottbus (kreisfreie Stadt)                  | Naturdenkmal „Eiche, Cottbuser Weg 10“ (lfd-Nr. 26)                                |
| weitere Bilder                                          | Schlosslinde von Kleßen                                                  | Linden (Tilia)/ Sommerlinde Tilia platyphyllos                                                                                       | 6,78 m (2015)                           | 14 m           | 300 ± 5 gepflanzt 1725 ± 5               | vor dem Schloss in Kleßen Gemeinde Kleßen-Görne Lage                     | Havelland                                   | Naturdenkmal (ND-Nr. 0020)                                                         |
| BW                                                      | Schwarzpappel in Börnicke                                                | Pappeln (Populus)/ Schwarzpappel Populus nigra                                                                                       | 9,40 m (2016)                           | 30 m           | >180                                     | Börnicke Stadt Bernau bei Berlin Lage                                    | Barnim                                      | Naturdenkmal (ND-Nr. 032-01)                                                       |
| weitere Bilder                                          | Schwedeneiche Himmelpfort                                                | Eichen (Quercus)/ Stieleiche/ Quercus robur                                                                                          | 5,00 m                                  |                | 600                                      | Himmelpfort Lage                                                         | Oberhavel                                   |                                                                                    |
| weitere Bilder                                          | Schwedenlinde Brielow                                                    | Linden (Tilia)/ Sommerlinde Tilia platyphyllos                                                                                       | 11,65 m                                 |                | 400–700                                  | Brielow Lage                                                             | Potsdam-Mittelmark                          | dickster Baum Brandenburgs                                                         |
| weitere Bilder                                          | Sieben-Brüder-Eiche bei Friesack                                         | Eichen (Quercus)/ Stieleiche/ Quercus robur                                                                                          | 15,70 m (2019)                          | 20 m           | 200–250                                  | Friesack Lage                                                            | Havelland                                   | Naturdenkmal (ND-Nr. 0079)                                                         |
| BW                                                      | Silberpappel im Schlosspark Ahlsdorf                                     | Pappeln (Populus)/ Silberpappel Populus alba                                                                                         | 6,30 m (2014)                           | 34 m           |                                          | Schlosspark Ahlsdorf Stadt Schönewalde Lage                              | Elbe-Elster                                 | eine der dicksten Silberpappeln in Deutschland                                     |
| BW                                                      | Silberweide am Schlaggraben in Falkensee                                 | Weiden (Salix)/ Silberweide Salix alba                                                                                               | 8,30 m (2015)                           |                |                                          | Falkensee Lage                                                           | Havelland                                   |                                                                                    |
| BW                                                      | Silberweide bei Hennickendorf                                            | Weiden (Salix)/ Silberweide Salix alba                                                                                               | 7,92 m in 1 m Höhe (2013)               | 13 m           |                                          | Hennickendorf Gemeinde Nuthe-Urstromtal Lage                             | Teltow-Fläming                              |                                                                                    |
| BW                                                      | Silberweide bei Linthe                                                   | Weiden (Salix)/ Silberweide Salix alba                                                                                               | 9,67 m in 0,5 m Höhe (2013)             | 21 m           |                                          | Linthe Lage                                                              | Potsdam-Mittelmark                          | Naturdenkmal (Nr. 344-01)                                                          |
| weitere Bilder                                          | Silkebuche                                                               | Buchen (Fagus)/ Rotbuche Fagus sylvatica                                                                                             | 6,5 m                                   | > 20           | 250–300                                  | Schorfheide bei Groß Schönebeck Lage                                     | Barnim                                      |                                                                                    |
| weitere Bilder (Bild 1 und 2 zeigt falschen Baum)       | Starke Linde auf Friedhof Stechow                                        | Linden (Tilia)/ Sommerlinde Tilia platyphyllos                                                                                       | 7,40 m (2007)                           | 20 m           | 450 (circa)                              | Stechow Gemeinde Stechow-Ferchesar Lage                                  | Havelland                                   | Naturdenkmal (ND-Nr. 0049 B)                                                       |
| BW                                                      | Straßeneiche bei Tornow                                                  | Eichen (Quercus)/ Stieleiche/ Quercus robur                                                                                          | 7,80 m (2016)                           | 27 m           | 350–400                                  | Tornow Stadt Fürstenberg/Havel Lage                                      | Oberhavel                                   | Naturdenkmal „Eiche, OA nach Blumenow“ (ND Oberhavel Nr. 212)                      |
| BW                                                      | Sumpfzypresse im alten Gutspark Gusow                                    | Sumpfzypressen (Taxodium)/ Echte Sumpfzypresse Taxodium distichum                                                                    | 5,48 m (2016)                           | 22 m (1994)    |                                          | Gusow Gemeinde Gusow-Platkow Lage                                        | Märkisch-Oderland                           |                                                                                    |
| Sumpfzypresse im Schloßpark Criewen (2014)              | Sumpfzypresse im Schloßpark Criewen                                      | Sumpfzypressen (Taxodium)/ Echte Sumpfzypresse Taxodium distichum                                                                    | 6,30 m (2019)                           | 25 m           |                                          | Criewen Stadt Schwedt/Oder Lage                                          | Uckermark                                   |                                                                                    |
| Sumpfzypressenallee am Grillendamm (2014)               | Sumpfzypressenallee Grillendamm                                          | Sumpfzypressen (Taxodium)/ Echte Sumpfzypresse Taxodium distichum                                                                    | 5 m                                     |                | >170                                     | Brandenburg an der Havel Lage                                            | Brandenburg an der Havel (kreisfreie Stadt) |                                                                                    |
| BW                                                      | Sumpfzypresse in Potsdam                                                 | Sumpfzypressen (Taxodium)/ Echte Sumpfzypresse Taxodium distichum                                                                    | 7,65 m (2019)                           | 23,5 m         | 195 ± 5 gepflanzt 1830 ± 5               | am Maschinenteich der Römischen Bäder in Potsdam Lage                    | Potsdam (kreisfreie Stadt)                  | eine der dicksten Sumpfzypressen in Deutschland, Rekordbaum der DDG                |
| BW                                                      | 1000-jährige Eiche bei Bärenklau                                         | Eichen (Quercus)/ Stieleiche Quercus robur                                                                                           | 8,45 m (2016)                           | 16 m           | 400–800                                  | Bärenklau Gemeinde Schenkendöbern Lage                                   | Spree-Neiße                                 | Naturdenkmal (ND Spree-Neiße Nr. 39)                                               |
| weitere Bilder                                          | 1000-jährige Eiche (im Schlosspark Sacrow)                               | Eichen (Quercus)/ Stieleiche Quercus robur                                                                                           | 6,85 m                                  | 10             | 1000                                     | Schlosspark Sacrow in Potsdam Lage                                       | Potsdam (kreisfreie Stadt)                  |                                                                                    |
|                                                         | † 1000-jährige Eiche in Gadow                                            | Eichen (Quercus)/ Stieleiche Quercus robur                                                                                           | 9,00 m                                  |                | > 1000                                   | Gadow im Park von Schloss Gadow Lage                                     | Prignitz                                    | seit 2015 abgestorben und eine Baumruine                                           |
| Tausendjährige Linde Luckenwalde (2015)                 | Tausendjährige Linde (Luckenwalde)                                       | Linden (Tilia)/ Winterlinde Tilia cordata                                                                                            | 7,13 m                                  |                | 700                                      | Elsthal in Luckenwalde Lage                                              | Teltow-Fläming                              |                                                                                    |
| BW                                                      | Teufelseiche bei Behlendorf                                              | Eichen (Quercus)/ Stieleiche Quercus robur                                                                                           | 7,04 m (2013)                           |                |                                          | Uferweg am Heinersdorfer See bei Behlendorf Gemeinde Steinhöfel Lage     | Oder-Spree                                  |                                                                                    |
| BW                                                      | Ulme in Ladeburg                                                         | Ulmen (Ulmus)/ Flatterulme Ulmus laevis                                                                                              | 8,36 m (2016)                           | 17 m           | 400–600                                  | Ladeburg Stadt Bernau bei Berlin Lage                                    | Barnim                                      | Naturdenkmal (ND-Nr. 116-01)                                                       |
| Ulme in Spreenhagen (2013)                              | Ulme in Spreenhagen                                                      | Ulmen (Ulmus)/ Bergulme Ulmus glabra                                                                                                 | 5,70 m (2020)                           | 10 m           | 300–600                                  | Spreenhagen Lage                                                         | Oder-Spree                                  |                                                                                    |
| weitere Bilder                                          | Vielstämmige Kastanie bei Blumberg                                       | Rosskastanien (Aesculus)/ Gewöhnliche Rosskastanie Aesculus hippocastanum                                                            | 5,79 m (Taille) (2017)                  | 21 m           | 80–100                                   | Blumberg Gemeinde Ahrensfelde Lage                                       | Barnim                                      | Naturdenkmal (ND-Nr. 028-03/1). Nördlicher Bereich des Lenné-Parks                 |
| BW                                                      | Waldemareiche bei Heinersdorf                                            | Eichen (Quercus)/ Stieleiche Quercus robur                                                                                           | 8,00 m (2016)                           | 25 m           | 350–800                                  | Heinersdorf Gemeinde Steinhöfel Lage                                     | Oder-Spree                                  | Naturdenkmal (ND Oder-Spree Nr. 54)                                                |
| weitere Bilder                                          | Weidmannsrast in der Byttna bei Straupitz                                | Eichen (Quercus)/ Stieleiche Quercus robur                                                                                           | 6,45 m (2016)                           | 25 m           | 300 (circa)                              | die Byttna bei Straupitz (Spreewald) Lage                                | Dahme-Spreewald                             |                                                                                    |
| BW                                                      | Weihraucheiche bei Friedrichsaue                                         | Eichen (Quercus)/ Stieleiche Quercus robur                                                                                           | 8,00 m (2016)                           | 19 m           | >400                                     | Friedrichsaue Gemeinde Zechin Lage                                       | Märkisch-Oderland                           |                                                                                    |
| Wichmannlinde Neuruppin (2009)                          | Wichmannlinde Neuruppin                                                  | Linden (Tilia)/ Sommerlinde Tilia platyphyllos                                                                                       | 6,76 m (2016)                           | 18 m           | 755 gepflanzt 1270                       | Neuruppin (Ruppiner Land) Lage                                           | Ostprignitz-Ruppin                          |                                                                                    |
| Winterlinde auf dem Pehlitzwerder (2021)                | Winterlinde auf dem Pehlitzwerder                                        | Linden (Tilia)/ Winterlinde Tilia cordata                                                                                            | 7,50 m–6,76 m (1994)–(2018) (abnehmend) | 21 m           | 550                                      | der Pehlitzwerder im Parsteiner See bei Pehlitz Gemeinde Chorin Lage     | Barnim                                      | Naturdenkmal (ND-Nr. 040-01) seit dem 15.04.2023 Nationalerbe-Baum Nr. 22          |
| Winterlinde auf dem Pehlitzwerder (2021)                | Winterlinde auf dem Pehlitzwerder                                        | Linden (Tilia)/ Winterlinde Tilia cordata                                                                                            | 5,18 m (2021)                           | 22 m           | 400                                      | der Pehlitzwerder im Parsteiner See bei Pehlitz Gemeinde Chorin Lage     | Barnim                                      | Naturdenkmal (ND-Nr. 040-02)                                                       |
| BW                                                      | Wuchtige Eiche am Rietzer See bei Neubrück                               | Eichen (Quercus)/ Stieleiche Quercus robur                                                                                           | 7,24 m (2016)                           | 23 m           | 400–500                                  | Neubrück Gemeinde Rietz-Neuendorf Lage                                   | Oder-Spree                                  |                                                                                    |
| BW                                                      | Wunder-Wurzel-Linde in Altlandsberg                                      | Linden (Tilia)/ Winterlinde Tilia cordata                                                                                            | 7,10 m (2015)                           | 34 m           | 350–450                                  | Altlandsberg Lage                                                        | Märkisch-Oderland                           |                                                                                    |
| weitere Bilder                                          | † Wurzelfichte                                                           | Fichten (Picea)/ Gemeine Fichte Picea abies                                                                                          |                                         |                | 180                                      | Buckow (Märkische Schweiz) Lage                                          | Märkisch-Oderland                           | durch Sturm im Jahr 2007 gefällt                                                   |
| BW                                                      | Zierbuche im Gutspark Warbende                                           | Buchen (Fagus)/ Rotbuche Fagus sylvatica die Zierform: Schlitzblättrige... forma laciniata, oder Farnblättrige... forma asplenifolia | 4,94 m (2016)                           |                | 190 gepflanzt um 1835                    | Gutspark Warbende Gemeinde Nordwestuckermark Lage                        | Uckermark                                   |                                                                                    |
| BW                                                      | Zwillingseiche bei Damitzow                                              | Eichen (Quercus)/ Stieleiche Quercus robur                                                                                           | 7,81 m (2019)                           | 31 m           | 400–500                                  | Damitzow Gemeinde Tantow Lage                                            | Uckermark                                   |                                                                                    |
| BW                                                      | Zwillingslinde in Groß Rietz                                             | Linden (Tilia)/ Sommerlinde Tilia platyphyllos                                                                                       | 8,35 m (2014)                           | 22 m           | 300–400                                  | Groß Rietz Gemeinde Rietz-Neuendorf Lage                                 | Oder-Spree                                  |                                                                                    |